# Hot Springs (Carolina do Norte)
Hot Springs é uma cidade  localizada no estado norte-americano de Carolina do Norte, no Condado de Madison.

## Demografia
Segundo o censo norte-americano de 2000, a sua população era de 645 habitantes.
Em 2006, foi estimada uma população de 642, um decréscimo de 3 (-0.5%).

## Geografia
De acordo com o United States Census Bureau tem uma área de
8,9 km², dos quais 8,1 km² cobertos por terra e 0,8 km² cobertos por água. Hot Springs localiza-se a aproximadamente 406 m acima do nível do mar.

## Localidades na vizinhança
O diagrama seguinte representa as localidades num raio de 32 km ao redor de Hot Springs.